# Маріус Бунеску
Маріус Бунеску (рум. Marius Bunescu; 14 травня 1881, Каракал — 31 березня 1971, Бухарест) — румунський художник-графік, діяч культури, засновник Національного музею мистецтв Румунії.

## Життя і творчість
Бунеску починав як художник-самоучка. Вперше систематично став вивчати живопис в 1904-1906 в Констанці, під керівництвом Дімітріе Херлеску. Потім в 1906 продовжив навчання в Німеччині, в Мюнхенській Королівської академії мистецтв, в класі Германа Грьобера. В цей час в Мюнхенській академії навчалися багато згодом відомомих румунських майстрів — Ісер, Тоніца, Лучіан, Петрашку і інші. У цей період Бунеску знаходився під творчим впливом живопису імпресіоністів.
Після повернення на батьківщину в 1911 художник вперше виставив в Бухаресті свої роботи, в Офіційному салоні румунської столиці. У 1919 відбулася його перша персональна виставка в бухарестській бібліотеці «Мінерва». Згодом займався також адміністративною роботою, ставши директором музею Анастасіе Сіму. У 1937 під редакцією Бунеску виходить у світ каталог цього музейного зібрання.

## Нагороди
У 1938 художник нагороджується Національною премією в галузі мистецтва першого ступеня. У 1940 він стає лауреатом премії «За заслуги в галузі культури» класу 1-а. У 1949 Бунеску виступає як один з головних організаторів і засновників Національного музею мистецтв Румунії в Бухаресті.
Похований в Бухаресті на цвинтарі Беллу.